# 金石投資
金石投資集團有限公司，簡稱金石投資集團，以及金石投資（港交所：0901），在2001年由多名投資者創立前身「萊福資本投資有限公司」和「鷹力投資控股有限公司」。
現時業務則投資於香港及海外市場上市及非上市公司之投資，現時為鷹派能源旗下。
主席為董樹新，首席執行官為陳耀彬。該公司在港资市场從事金融操作，自上市以来多次合股、配股，其股票价格按历史高位计算之累计跌幅为现值（HKD 1.60）的5萬倍。换而言之，每股推算于2003年以港币8萬元买入的萊福資本股份，其现值只剩1.60港元。
而股份則在2002年2月28日於香港交易所主板上市，而招股價為0.18港元，發行股份為7.02億股，而集資額為1.26億港元。而在2003年，由於受到交易問題，故此香港證監會正式以《证券及期货(在证券市场上市)规则》第8条授權作出檢控。
2020年11月22日，「鷹力投資控股有限公司」（Eagle Ride Investment Holdings Limited）更名為「金石投資集團有限公司」（Goldstone Investment Group Limited）。2021年4月，香港交易所指金石投資的股權高度集中。

## 連結
- goldstoneinvest.com （页面存档备份，存于）